# Карбидкремниевое волокно
Карбидкремниевое волокно (англ. silicon carbide fibres) — конструкционное волокно, состоящее из нанокристаллического карбида кремния.

## Описание
Карбидкремниевые волокна получают двумя способами и, соответственно, двух видов. Первый аналогичен тому, которым получают борные волокна — газофазный синтез на нити-подложке. Как правило, при этом используют углеродную нить диаметром 30-35 мкм. Плотность волокон на углеродной нити ~ 3,2 г/см3, средняя прочность на длине 25 мм — 3-4 ГПа, модуль Юнга в направлении оси около 420 ГПа. Структура волокна SiC более стабильна при повышенных температурах, нежели структура волокон бора, поэтому они используются в качестве армирующего средства для матриц на основе титана (титановые сплавы и интерметаллиды Ti-Al).
Второй способ получения волокон карбида кремния основан на пиролизе поликарбосилановой нити. Получаемые таким образом волокна содержат, кроме нанокристаллического карбида кремния, углерод и кислород; совершенствование технологии этого типа волокон направлено на уменьшение содержания этих элементов, что сопровождается ростом механических характеристик. Основные применения этих волокон связаны с созданием SiC/SiC композитов, способных длительное время сохранять работоспособность при температурах до 1300 оС.